# Campeonato Mundial de Tiro con Arco al Aire Libre de 1950
El XIV Campeonato Mundial de Tiro con Arco al Aire Libre se celebró en Copenhague (Dinamarca) entre el 26 y el 30 de julio de 1950 bajo la organización de la Federación Internacional de Tiro con Arco (FITA) y la Federación Danesa de Tiro con Arco.

## Medallistas

### Masculino
| Evento                  | Oro                                                         | Plata                                                    | Bronce                                                   |
| ----------------------- | ----------------------------------------------------------- | -------------------------------------------------------- | -------------------------------------------------------- |
| Arco recurvo individual | Hans Deutgen · Suecia                                       | Einar Tang-Holbæk Dinamarca                              | Russ Reynolds Estados Unidos                             |
| Arco recurvo por equipo | Einar Tang-Holbæk Per Frederiksen Arne Østergaard Dinamarca | Hans Deutgen · Tage Ljungkvist · Sture Lindberg · Suecia | František Hadaš Jiří Baštář Karel Vokurka Checoslovaquia |

### Femenino
| Evento                  | Oro                                                      | Plata                                                      | Bronce                                                |
| ----------------------- | -------------------------------------------------------- | ---------------------------------------------------------- | ----------------------------------------------------- |
| Arco recurvo individual | Jean Lee Estados Unidos                                  | Jean Richards Estados Unidos                               | Ragnhild Windahl · Suecia                             |
| Arco recurvo por equipo | Kirsti Partanen · Laina Näsman · Esa Salonen · Finlandia | Ragnhild Windahl · Greta Demborg · Runa Bernemalm · Suecia | Petronella de Wharton-Burr Arthur Blailey Reino Unido |

## Medallero
| Núm. | País           | Oro | Plata | Bronce | Total |
| ---- | -------------- | --- | ----- | ------ | ----- |
| 1    | Suecia         | 1   | 2     | 1      | 4     |
| 2    | Estados Unidos | 1   | 1     | 1      | 3     |
| 3    | Dinamarca      | 1   | 1     | 0      | 2     |
| 4    | Finlandia      | 1   | 0     | 0      | 1     |
| 5    | Checoslovaquia | 0   | 0     | 1      | 1     |
| 5    | Reino Unido    | 0   | 0     | 1      | 1     |
|      | TOTAL          | 4   | 4     | 4      | 12    |